# Flugunfall der Douglas DC-3 CCCP-L1204 der Aeroflot
Der Flugunfall der Douglas DC-3 CCCP-L1204 der Aeroflot ereignete sich am 22. April 1947, als eine Douglas DC-3/C-47DL der Aeroflot nach Triebwerksproblemen und einem Stromausfall in einem unbesiedelten Gebiet auf der Taimyrhalbinsel, in der Tundra, notlanden musste. Den Absturz überlebten alle Insassen, jedoch starben neun von ihnen, nachdem sie losgezogen waren, um Hilfe zu holen. Die übrigen Überlebenden konnten 21 Tage nach dem Absturz gerettet werden.

## Flugzeug
Das Flugzeug war eine Douglas DC-3/C-47-DL mit der Werknummer 9118, die im Februar 1943 im Werk der Douglas Aircraft Company in Long Beach, Kalifornien gebaut wurde und am 24. Februar 1943 ihren Erstflug absolvierte. Die Maschine mit der militärischen Modellseriennummer 42-32892 war für die United States Army Air Forces (USAAF) vorgesehen. Bei dem Flugzeugtyp C-47 handelte es sich um eine militärische Variante der Douglas DC-3. Die Douglas Aircraft Company belieferte zur damaligen Zeit bereitwillig die Sowjetunion im Rahmen des Leih- und Pachtgesetzes mit Flugzeugen, zumal diese ein Verbündeter der USA im andauernden Zweiten Weltkrieg war. Entsprechend wurde die Maschine am 12. März 1943, wie auch 704 weitere Maschinen in diesen Jahren, über Alaska in die Sowjetunion exportiert, wo sie mit der militärischen Modellseriennummer der Sowjetunion CCCP-H-328 bei den Sowjetischen Luftstreitkräften in Betrieb ging. Am 16. April 1943 wurde die Maschine an die 1. Division des 7. Arktischen Luftfahrtregiments übergeben und wurde der Verwaltung für Polarluftfahrt für Erkundungsflüge über dem Eis zugeteilt. Zwischen dem 22. Oktober und dem 1. November 1943 wurde mit der Maschine unter dem Kommando von Kapitän MA Titlow die Karasee erkundet. Es folgten weitere Erkundungseinsätze zwischen dem 3. Juni und 24. Juli 1944. Im Jahr 1945 wurde die Maschine an die zivile Polarflugabteilung von Tschukotka übergeben. Die C-47 erhielt dort die neue zivile Nummer CCCP-A-3072. Nach Kriegsende ging die Maschine an die Aeroflot (Polar) und erhielt das Luftfahrzeugkennzeichen CCCP-L1204. Das Flugzeug wurde von zwei Doppelsternmotoren Pratt & Whitney R-1830-92 Twin Wasp mit je 1200 PS Leistung angetrieben. Bis zum Zeitpunkt des Unfalls hatte die Maschine eine kumulierte Betriebsleistung von 2691 Betriebsstunden absolviert.

## Besatzung
Es befand sich eine fünfköpfige Besatzung an Bord der Maschine. Der Kapitän war Maxim D. Tjurikow, Erster Offizier war der 24-jährige Sergej Anoschko. Der 33-jährige Wiktor Pismarjew war der diensthabende Flugingenieur, Bordfunker war der 34-jährige Alexej Smirnow. Darüber hinaus war ein Flugbegleiter mit an Bord.

## Passagiere und Fracht
Den Flug hatten 26 erwachsene Passagiere und drei Kinder angetreten. In den offiziellen Unterlagen waren nur 26 Insassen angegeben, es wurden aber nachträglich mehrere Passagiere aufgenommen, die kein gültiges Flugticket besaßen. Die Maschine führte Gepäck und Fracht mit einem Gewicht von 852 kg mit.

## Flugplan
Am 22. April 1947 absolvierte die Maschine zunächst die Flugstrecke von Krasnojarsk über Dudinka nach Kosisty an der Bucht von Koschenikowa. Der Flugplan für den Rückflug sah einen Start in Kosisty und einen Flug nach Krasnojarsk vor. Es waren drei Zwischenlandungen vorgesehen, die in Chatanga, Dudinka und Turuchansk erfolgen sollten.

## Flugverlauf und Unfallhergang
Der Start in Kosisty erfolgte um 19:20 Uhr Ortszeit. Auf der ersten Teilstrecke traten technische Probleme an der Maschine auf. Wenige Minuten nach dem Start wurde den Piloten ein Anstieg der Öltemperatur im linken Doppelsternmotor angezeigt, dann fiel der Öldruck in diesem Motor. Nach 38 Minuten in der Luft fiel der Öldruck auf Null, während die Öltemperatur in den oberen Grenzbereich stieg. Die Piloten schalteten den linken Motor ab und brachten dessen Propeller in die Segelstellung. Sie flogen die Maschine mit einem Antrieb weiter. Da zwischenzeitlich auch der Generator des rechten Triebwerks ausfiel, entlud sich die Batterie der Maschine im Flug, wodurch die Bordelektrik und damit auch der Bordfunk ausfiel.
Da sich die Wetterverhältnisse am Abflughafen zwischenzeitlich verschlechtert hatten, war eine Rückkehr nicht mehr möglich. Aufgrund des nicht verfügbaren Bordfunks konnten die Piloten zudem weder der Flugsicherung ihre Position mitteilen noch Positionsbestimmungen per Funkpeilung empfangen. Sie hielten die Maschine daher nach Gefühl auf einem 280-Grad-Kurs in Richtung Chatanga. Da die Piloten den Flughafen nicht ausfindig machen konnten, beschlossen sie, den Flughafen von Wolotschanka anzufliegen. Nach fünf Stunden in der Luft flog die Maschine in ein Gebiet, in dem Vereisungsbedingungen herrschten. Der Kapitän änderte 15 Minuten später den Kurs, um das Schlechtwettergebiet zu umfliegen. Kurz darauf fiel auch der Öldruck im rechten Motor ab, während sich die Öltemperatur erhöhte. Der Kapitän nahm daraufhin eine Notlandung in der verschneiten Tundra vor. Es gelang ihm, die Maschine gegen 21:30 Uhr auf der 1,5 Meter hohen Schneedecke so aufzusetzen, dass alle Insassen überlebten und nur einige von ihnen leichte Verletzungen davontrugen. An der Maschine wurde bei der Notlandung die Flugzeugnase stark verformt und der linke Sternmotor von der Tragfläche abgerissen.

## Nach der Landung
Nach der geglückten Notlandung schwand zunehmend die Hoffnung der Überlebenden auf eine schnelle Rettung. Weder wussten sie selbst, wo sie sich genau befanden, noch hatte die Flugsicherung aufgrund des abgebrochenen Funkkontakts Informationen über die letzte Position der Maschine. Das Suchgebiet in der unbesiedelten Tundra war sehr groß.
Nachdem die Überlebenden bereits vier Tage beim Wrack verbracht hatten, ohne dass Hilfe eingetroffen war, zog eine Gruppe von neun Personen, bestehend aus Kapitän Tjurikow, dem Flugingenieur Pismarjew, dem Bordfunker Smirnow und sechs Passagieren, los, um Hilfe zu holen. Dies wurde von vier begnadigten Männern forciert, die von einer Deportation aus einem Gulag in Sibirien zurückkehrten. Diese Männer verhielten sich im Lauf der Zeit immer aggressiver und bedrohlicher, woraufhin Tjurikow und die anderen Besatzungsmitglieder beschlossen, loszuziehen und per Fußmarsch nach einer Siedlung in der Nähe zu suchen. Die Männer nahmen für ihre Suche eine Karte und einen Kompass mit, Kapitän Tjurikow beließ die Leuchtpistole bei dem Ersten Offizier Sergej Anoschko, der mit den Passagieren beim Wrack zurückblieb.
Die Suche nach dem Flugzeug konzentrierte sich zunächst auf die Umgebung von Chatanga, in 305 Kilometern Entfernung zur Unfallstelle, und verlief zunächst ergebnislos. Nachdem die Frau des Bordfunkers Alexej Smirnow ein Telegramm an Josef Stalin geschickt hatte, in dem sie darum bat, die Suche nicht aufzugeben, erteilte dieser den Befehl, die Suche fortzusetzen. Für die Suchaktion wurden die besten Piloten des Landes rekrutiert.
Die 19-jährige Fluglotsin Lydia Torgaschina, die zum Unfallzeitpunkt am Flughafen Wolotschanka Dienst hatte, glaubte, sicher zu sein, dass sie die Maschine durch ihre knatternden Funkgeräte gehört habe. Sie gab an, dass Maschinen des Typs Douglas DC-3/C-47 ein charakteristisches Geräusch erzeugten, wodurch sie diese von anderen Flugzeugen unterscheiden könne. Der aus Moskau angereiste Kapitän Fjodor Schtarow schenkte als einer von Wenigen den Ausführungen der Frau Gehör.
Erst am 11. Mai und damit 19 Tage nach der Notlandung wurde die Unfallstelle von der Besatzung einer Transportmaschine des Typs Lissunow Li-2 unter Kapitän Fjodor Schtarow entdeckt. Am 13. Mai wurden die 25 Überlebenden gerettet, nachdem die Lissunow mit Landekufen ausgerüstet worden war, um auf dem Eis nahe dem Wrack landen zu können. Trotz der langen Dauer von der Notlandung bis zur Rettung hatten alle im Wrack verbliebenen Insassen überlebt, unter anderem, indem sie sich von Reserven an Frühstücksfleisch ernährten, die sich an Bord befunden hatten.
Die Männer, die losgezogen waren, um Hilfe zu holen, kehrten nie zurück. 1953 entdeckte ein Jäger in einem Moor 120 Kilometer südwestlich des Wracks den Leichnam von Kapitän Tjurikow, der anhand von mitgeführten Ausweisen und Notizbüchern, in denen der Name seiner Tochter vermerkt war, identifiziert werden konnte. Die übrigen acht Personen blieben verschollen.

## Ursachen
Als unmittelbare Unfallursache wurde ein Lagerschaden an einer Welle des linken Triebwerks festgestellt. Dadurch sei es zu einem Ausfall der Triebwerksschmierung und zur Überhitzung des linken Triebwerks gekommen. Als weiterer Faktor wurde eine Fehlfunktion des mit dem rechten Triebwerk gekoppelten Generators vermerkt, wodurch kein Strom mehr in das Bordnetz eingespeist wurde und der Bordfunk nicht verfügbar war.

## Fund und Bergung des Wracks 2016
Die Douglas DC-3 wurde nach dem Unfall als Totalverlust abgeschrieben. Das Wrack der Maschine wurde am Unfallort in der Tundra zurückgelassen. Im August 2016 wurde das erstaunlich gut erhaltene Wrack geborgen und nach Krasnojarsk verbracht, wo es als Exponat des Museums der Erkundung des Russischen Nordens ausgestellt werden soll. Aus diesem Anlass reiste auch Awelina Anziferowa, die Tochter des Flugkapitäns Maxim D. Tjurikow, zur Absturzstelle und nahm 69 Jahre nach dem Unglück erstmals in der Maschine Platz. Anziferowa war, gemeinsam mit ihrem damals zweijährigen Bruder, durch den Tod ihres Vaters mit sechs Jahren zur Vollwaise geworden, da ihre Mutter sechs Monate zuvor verstorben war.

## Gedenken
Neben der musealen Weiterverwendung der Maschine wurde an der Unfallstelle in der Tundra ein Denkmal errichtet, das auch nach dem Abtransport der Maschine an den Zwischenfall erinnern soll.

## Video
- Russia: Crash landed 40s-era Douglas C-47 plane moved to Krasnoyarsk for restoration, Video auf YouTube vom 29. August 2016.